# Darrell Arthur
Darrell Antwonne Arthur (ur. 25 marca 1988 w Dallas) – amerykański koszykarz, występujący na pozycji niskiego lub silnego skrzydłowego.
W 2006 wystąpił w meczu gwiazd amerykańskich szkół średnich McDonald’s All-American, został też zaliczony do III składu Parade All-American i USA Today All-USA. Wybrano go także najlepszym zawodnikiem szkół średnich stanu Teksas (Texas Mr. Basketball).

## College
Arthur spędził na uczelni dwa lata, notując w barwach Kansas Jayhawks średnio 11,3 punktu i 5,5 zbiórki na mecz. W swoim drugim roku gry został wybrany do pierwszego składu konferencji Big 12. W tym samym sezonie przyczynił się do mistrzostwa kraju dla swojego zespołu, zdobywając 20 punktów i zbierając 10 piłek w finałowym meczu przeciwko Memphis.

## NBA

### Memphis Grizzlies
Arthur został wybrany w drafcie z 27. numerem przez New Orleans Hornets, ale został wymieniony do Portland Trail Blazers za gotówkę. Blazers z kolei wymienili go w wymianie pomiędzy trzema zespołami do Memphis Grizzlies. Trzecim zespołem w tym transferze byli Houston Rockets. 3 września 2008 Arthur, razem z byłym kolegą z uczelni, Mario Chalmersem został wyrzucony z obozu treningowego dla debiutantów z powodu oskarżeń związanych z marihuaną. Policja przyjechała do ich pokoju hotelowego w związku z alarmem pożarowym w okolicach drugiej w nocy. W ich pokoju miało się dać odczuć mocny zapach marihuany, ale nic nie zostało znalezione i nie wniesiono przeciwko nim zarzutów. Inny debiutant, Michael Beasley, także miał znajdować się w tym pokoju podczas interwencji policji, ale nie został wyrzucony z obozu. Beasley został później ukarany grzywną w wysokości 50 tysięcy dolarów za udział w tym incydencie. Arthur opublikował stanowisko, w którym zanegował jakikolwiek związek z marihuaną. Został ukarany przez ligę grzywną w wysokości 20 tysięcy dolarów za opuszczenie obozu, ale nie został ani ukarany, ani zawieszony za przewinienia związane z narkotykami.
Swój debiutancki sezon rozpoczął na ławce rezerwowych. W pierwszym spotkaniu przeciwko Houston Rockets zanotował double-double na poziomie 11 punktów i 15 zbiórek. Pobił tym samym rekord klubu pod względem największej liczby zbiórek w debiucie w barwach Grizzlies, należący do Benoit Benjamina z 1995 roku. W całym sezonie zagrał 76 meczów, z czego aż 64 razy w pierwszej piątce. Zajął miejsce w pierwszej dziesiątce debiutantów pod względem średniej zbiórek (4,6 - ósme miejsce), bloków (0,68 - siódme miejsce) i przechwytów (0,68 - dziesiąte miejsce). Przed kolejnym sezonem doznał kontuzji mięśnia piersiowego i przeszedł operację, która go wykluczyła z gry na początku rozgrywek. Opuścił pierwsze 50 meczów, wracając na ostatnie 32, podczas których notował średnio 4,5 punktu i 3,2 zbiórki na mecz.
Sezon 2009/10 był dla niego najlepszy w karierze. Zagrał w 80 spotkaniach, głównie jako rezerwowy i występował po średnio 20,1 minuty na mecz. Zanotował najlepsze w karierze średnie 9,1 punktu, 0,79 bloku i trafiał 49,7% rzutów z gry. Zanotował w tym sezonie 9 najlepszych strzelecko spotkań w karierze, a 13 lutego 2011 roku pobił rekord punktowy, rzucając 24 przeciwko Denver Nuggets. W kolejnych rozgrywkach nie zagrał ani jednego spotkania. Jeszcze przed sezonem doznał zerwania ścięgna Achillesa, co wykluczyło go z gry na całe rozgrywki. 29 czerwca 2012 Grizzlies zdecydowali się zastrzec jego kontrakt, dzięki temu Arthur został zastrzeżonym wolnym agentem.
13 lipca 2012 Arthur podpisał z Grizzlies nowy, trzyletni kontrakt, który opiewa na kwotę 9,6 miliona dolarów. Zagrał w 59 meczach sezonu 2012/13, notując średnio 6,1 punktu, 2,9 zbiórki przy skuteczności 45,1% z gry w trakcie 16,4 minuty gry.

### Denver Nuggets
27 czerwca 2013 Arthur został wymieniony do Denver Nuggets razem z wybranym z 55. numerem w drafcie Joffrey Lauvergnem w zamian za Kostę Koufosa. W barwach nowego zespołu wystąpił w 68 meczach, wychodząc raz w pierwszej piątce. Notował średnio 5,9 punktu i 3,1 zbiórki na mecz podczas 17,1 minuty gry. Pierwszy raz w karierze dał się poznać jako strzelec w rzutach za 3 punkty. W całych rozgrywkach oddał 64 takie rzuty, trafiając bardzo solidne 37,5% takich prób. 23 czerwca 2014 wykorzystał opcję w swoim kontrakcie, przedłużającą go na cały sezon 2014/15.

### Phoenix Suns
13 lipca 2018 trafił do Brooklyn Nets w wyniku wymiany. 20 lipca został wytransferowany do Phoenix Suns w zamian za Jareda Dudleya oraz chroniony wybór II rundy draftu 2021. 16 października został zwolniony.

## Osiągnięcia
Stan na 10 marca 2018, na podstawie, o ile nie zaznaczono inaczej.
NCAA
- Mistrz:
  - NCAA (2008)
  - turnieju konferencji Big 12 (2007, 2008)
  - sezonu regularnego Big 12 (2007, 2008)
- Uczestnik rozgrywek Elite 8 turnieju NCAA (2007, 2008)
- Zaliczony do:
  - I składu:
    - All-Big 12 (2008)
    - najlepszych pierwszorocznych zawodników Big 12 (2007)
    - turnieju NCAA Final Four (2008)[15]

  - składu All-Big 12 Honorable Mention (2007)

## Statystyki
Stan na koniec sezonu 2018/19

### NCAA
| Sezon   | Drużyna         | M  | S5 | MPG  | FG%   | 3P%   | FT%   | RPG | APG | SPG | BPG | PPG  |
| ------- | --------------- | -- | -- | ---- | ----- | ----- | ----- | --- | --- | --- | --- | ---- |
| 2006/07 | Kansas Jayhawks | 38 | –  | 19,0 | 53,8% | 0,0%  | 64,6% | 4,7 | 0,4 | 0,9 | 1,5 | 9,8  |
| 2007/08 | Kansas          | 40 | –  | 24,7 | 54,3% | 16,7% | 70,2% | 6,3 | 0,8 | 0,5 | 1,3 | 12,8 |
| Razem   |                 | 78 | –  | 21,9 | 54,1% | 11,8% | 67,6% | 5,5 | 0,6 | 0,7 | 1,4 | 12,8 |

### NBA
Na podstawie Basketball-Reference.com

#### Sezon regularny
| Sezon   | Drużyna | M   | S5  | MPG  | FG%   | 3P%   | FT%   | RPG | APG | SPG | BPG | PPG |
| ------- | ------- | --- | --- | ---- | ----- | ----- | ----- | --- | --- | --- | --- | --- |
| 2008/09 | Memphis | 76  | 64  | 19,3 | 43,8% | 0,0%  | 66,7% | 4,6 | 0,6 | 0,7 | 0,7 | 5,6 |
| 2009/10 | Memphis | 32  | 1   | 14,3 | 43,2% | 0,0%  | 56,7% | 3,4 | 0,5 | 0,4 | 0,4 | 4,5 |
| 2010/11 | Memphis | 80  | 9   | 20,1 | 49,7% | 0,0%  | 81,3% | 4,3 | 0,7 | 0,7 | 0,8 | 9,1 |
| 2012/13 | Memphis | 59  | 3   | 16,4 | 45,1% | 27,8% | 71,7% | 2,9 | 0,6 | 0,4 | 0,6 | 6,1 |
| 2013/14 | Denver  | 68  | 1   | 17,1 | 39,5% | 37,5% | 85,5% | 3,1 | 0,9 | 0,6 | 0,7 | 5,9 |
| 2014/15 | Denver  | 58  | 4   | 17,0 | 40,4% | 23,6% | 78,0% | 2,9 | 1,0 | 0,8 | 0,4 | 6,6 |
| 2015/16 | Denver  | 70  | 16  | 21,7 | 45,2% | 38,5% | 75,5% | 4,2 | 1,4 | 0,8 | 0,7 | 7,5 |
| 2016/17 | Denver  | 41  | 7   | 15,6 | 44,2% | 45,3% | 86,4% | 2,7 | 1,0 | 0,5 | 0,5 | 6,4 |
| 2017/18 | Denver  | 19  | 1   | 7,4  | 46,8% | 34,8% | 66,7% | 0,8 | 0,5 | 0,4 | 0,2 | 2,8 |
| Razem   |         | 503 | 106 | 17,8 | 44,4% | 35,2% | 76,5% | 3,5 | 0,8 | 0,6 | 0,6 | 6,5 |

#### Play-offy
| Sezon | Drużyna | M  | S5 | MPG  | FG%   | 3P%   | FT%   | RPG | APG | SPG | BPG | PPG |
| ----- | ------- | -- | -- | ---- | ----- | ----- | ----- | --- | --- | --- | --- | --- |
| 2011  | Memphis | 13 | 0  | 15,5 | 45,9% | 100%  | 76,5% | 2,2 | 0,5 | 0,5 | 0,9 | 7,1 |
| 2013  | Memphis | 15 | 0  | 11,7 | 47,2% | 0,0%  | 88,9% | 2,5 | 0,4 | 0,1 | 0,3 | 3,9 |
| Razem |         | 28 | 0  | 13,4 | 46,4% | 33,3% | 80,8% | 2,4 | 0,5 | 0,3 | 0,6 | 5,4 |